# Rio do Ouro (vattendrag i Brasilien, Bahia, lat -11,07, long -45,36)
Rio do Ouro är ett vattendrag i Brasilien.   Det ligger i delstaten Bahia, i den östra delen av landet, 600 km nordost om huvudstaden Brasília.
Omgivningarna runt Rio do Ouro är huvudsakligen savann. Trakten runt Rio do Ouro är nära nog obefolkad, med mindre än två invånare per kvadratkilometer.